# 바이오닉 코만도
《바이오닉 코만도》(Bionic Commando) 또는 《히틀러의 부활: 탑 시크리트》(ヒットラーの復活 トップシークレット)는 1988년 캡콤에서 패밀리 컴퓨터 전용으로 출시한 액션 게임이다. 1987년에 아케이드 게임으로 출시한 바이오닉 코만도의 후속작이다.

## 줄거리
198X년 배드스/네오 나치의 대원수는 "알바트로스" 계획으로 마스터-D/아돌프 히틀러를 부활시켜 세계를 정복할 음모를 꾸미게 된다.
슈퍼 조가 이들의 계획을 저지하기 위해 작전에 투입되었지만 아무런 정보도 확인되지 못한채 실종되어 스펜서가 작전에 투입된다.

## 등장인물
- 나단 '래드' 스펜서(Nathan 'Rad' Spencer) : 이 게임의 주인공으로 슈퍼 조가 실종되자 그를 구출하기 위해 작전에 투입된다.
- 슈퍼 조(Super Joe) : 전장의 늑대 또는 전작 아케이드 버전의 주인공. 제국군에 맞서 전장에 투입되었지만 실종되었다.
- 대원수/와이즈맨(Generalissimo/Wizemen)
- 마스터-D/아돌프 히틀러(Master-D/Adolf Hitler)

## 평가
| 평가                                          |       |
| --------------------------------------------- | ----- |
| 평론 점수 평론사 점수 1UP.com A+ 올게임 [ 3 ] |       |
| 평론 점수                                     |       |
| 평론사                                        | 점수  |
| 1UP.com                                       | A+    |
| 올게임                                        | [ 3 ] |